# Stieber Twins

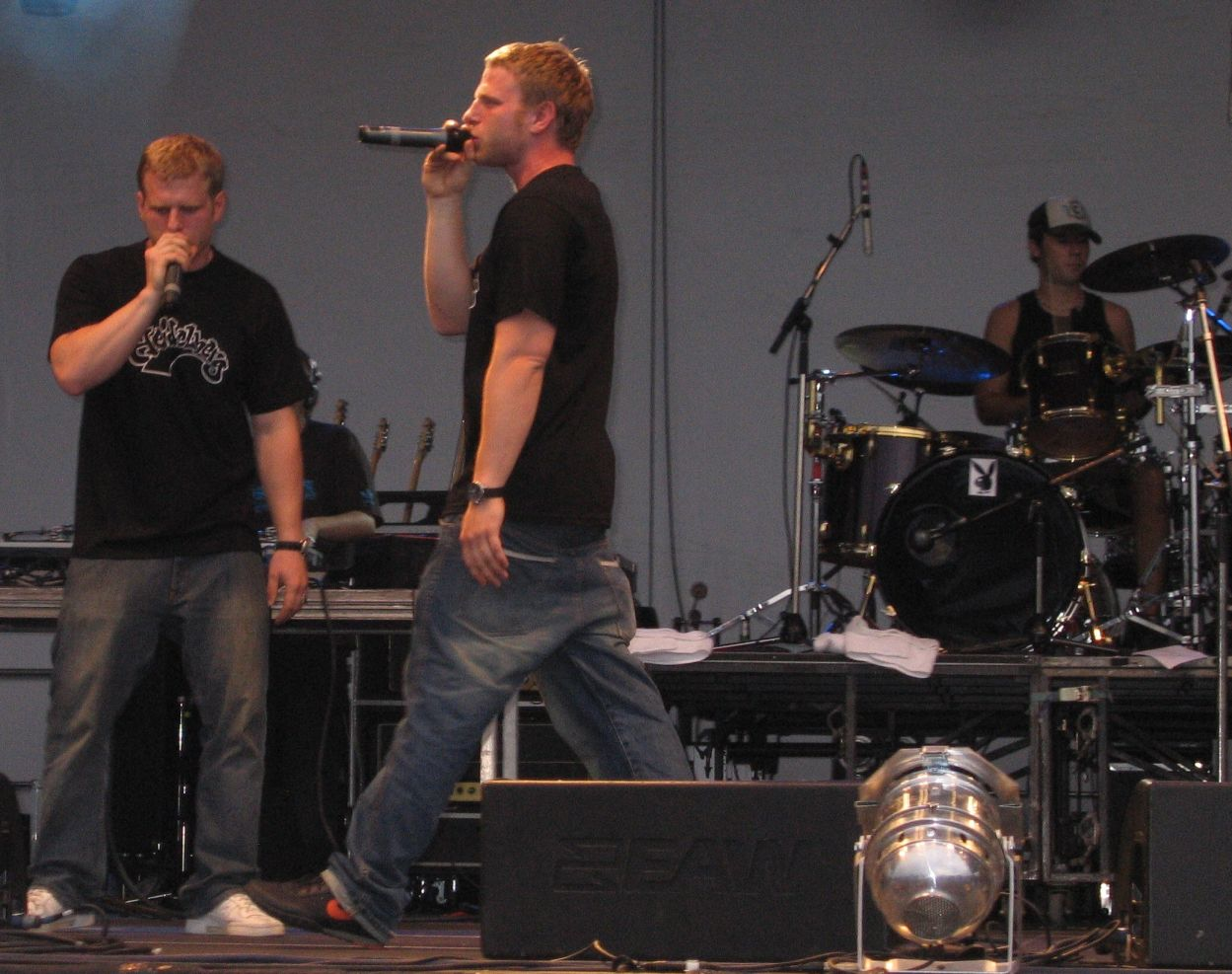
Stieber Twins (2005)

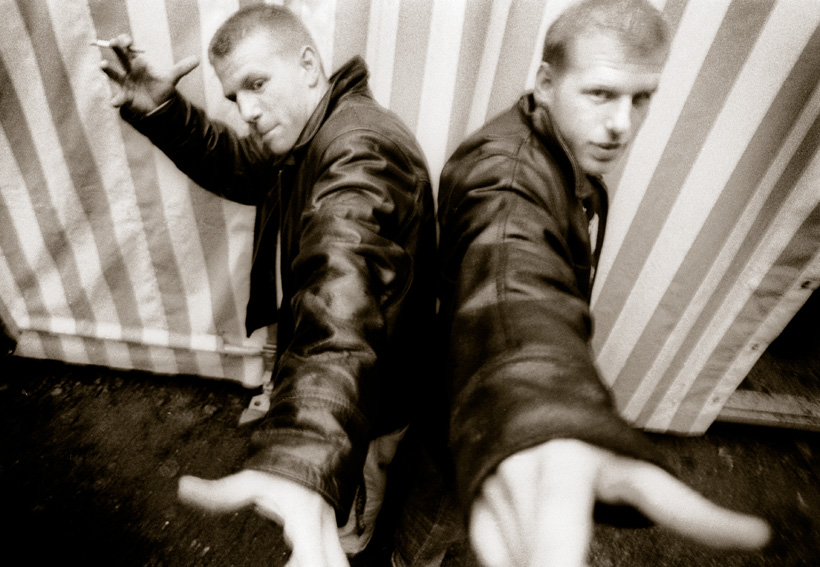
Stieber Twins (1998)

Die Stieber Twins sind ein deutsches Hip-Hop-Duo aus Heidelberg, bestehend aus den Zwillingsbrüdern Martin und Christian Stieber (* 6. November 1972). Als „Marshall Mar“ und „Luxus Chris“ sind sie vor allem als Graffiti-Sprayer, Breakdancer, Rapper, Produzenten und DJs aktiv.

## Geschichte
Die Brüder sind seit 1984 in der Hip-Hop-Szene aktiv. Zunächst als Tänzer, später als Graffiti-Sprayer und Beatboxer. Seit 1992 produzieren sie selbst Musik. Auf dem Album Alte Schule (MZEE Records) erschienen ihre ersten Instrumentals, Just Writin’ My Name und Breakers Revenge 93 (beide gemeinsam mit Zeb.Roc.Ski alias Akim Walta, dem Gründer von MZEE). Die ersten Tracks, auf denen sie selbst rappten, erschienen 1995 auf dem Sampler Die Klasse von '95 (MZEE) und heißen „HipHop und Rap“ sowie „Allein zu zweit“. Außerdem erschien eine Maxi-Single unter demselben Namen, bei der die Stiebers neben MC Rene, Der Tobi & Das Bo, Spax, Massive Töne, Fettes Brot, ZM Jay, Ferris MC, Zeb.Roc.Ski und DJ Mirko Machine mitwirkten. Die Stieber Twins werden den Pionieren des deutschen Hip-Hops zugerechnet und waren vor allen Dingen im Hinblick auf ihre Produktionen stilprägend.

## Beat-Produktion
Martin Stieber hat für diverse Hip-Hop-Künstler die Musikproduktion übernommen. Er wurde auch für die DVD First there was the Beat interviewt, die sich ausschließlich mit Hip-Hop-Produzenten befasst.
Frühe Tracks der Stieber Twins sind gespickt mit Jazz- und Funk-Samples, was auch durch die Liedzeile „Jazz und Funk sind die Basis meiner Lieder“ Erwähnung findet.
Die Stieber Twins arbeiteten mit zahlreichen bekannten deutschen Rappern wie zum Beispiel Blumentopf, Massive Töne, Ferris MC, MC Rene, Samy Deluxe, Fischmob, Absolute Beginner, Max Herre von Freundeskreis, Fast Forward (zusammen mit Scope und Tuareg, später STF), Aphroe von Ruhrpott AG oder Tatwaffe von Die Firma zusammen.
Auch international hatten sie berühmte Auftritte, unter anderem mit den Arsonists sowie mit GZA vom Wu-Tang Clan bei DJ Tomekks Hit-Single Ich lebe für Hip Hop.

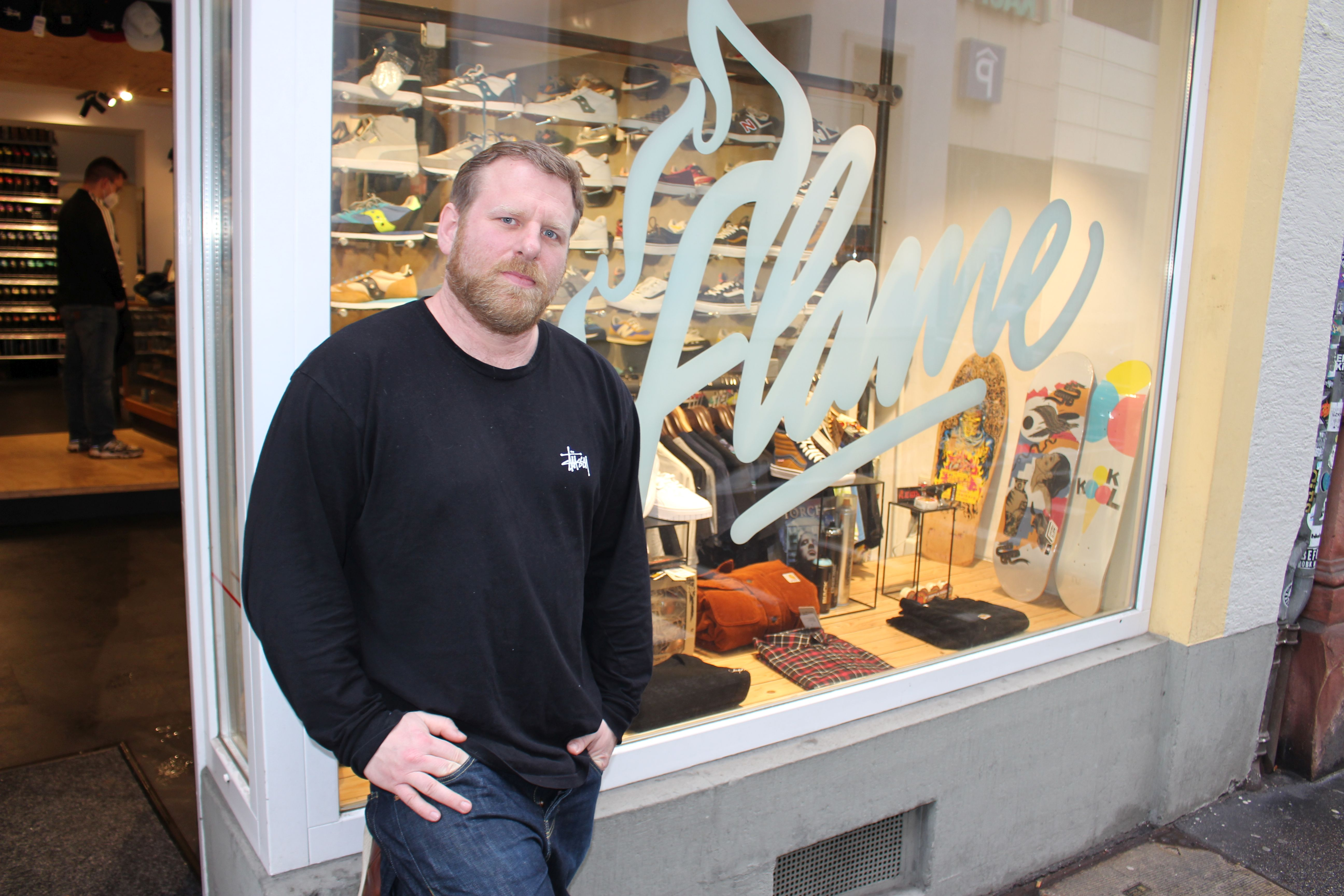
HipHop-Musiker Martin Stieber vor seinem Szene-Laden The Flame in Heidelberg (2021)

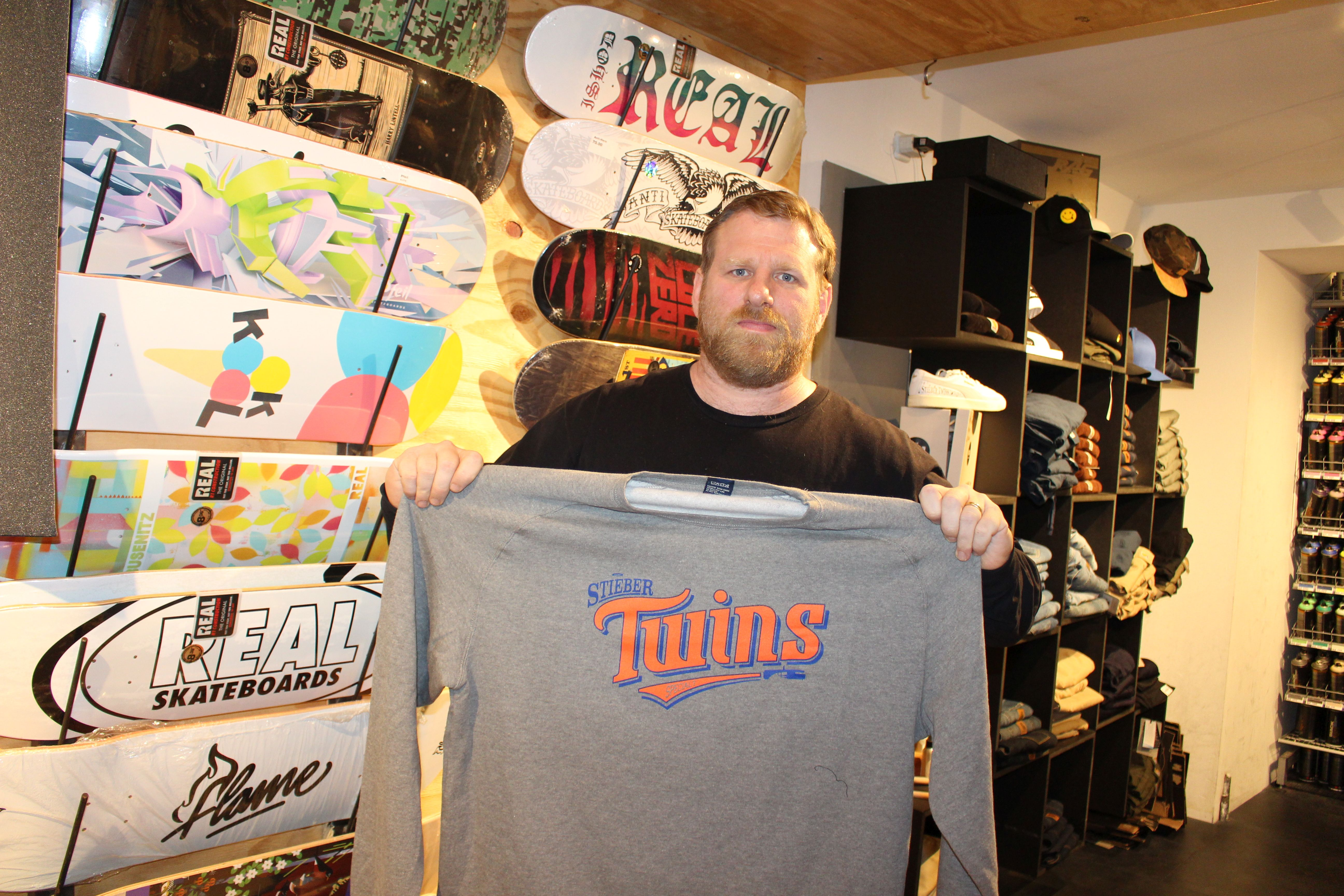
Martin Stieber im Szene-Laden The Flame (2021)

Gegenwärtig treten die Stieber Twins nur noch selten als Rapper auf. So erschien etwa 2014 ein Track zusammen mit Megaloh. Christian Stieber geht seinem Beruf als Architekt für Altbaurenovierung nach, Martin Stieber betreibt in Heidelberg seit Mai 2000 einen eigenen Hip-Hop-Laden namens The Flame. Dennoch produzieren beide weiterhin aktiv Musik. Zusammen mit dem Rapper Aphroe veröffentlichte Martin Stieber im August 2021 den Song "Akribie".
Zu ihren 40. Geburtstagen im November 2012 feierten die Stieber Twins in Heidelberg eine große „80 Jahre Stieber Twins“ Geburtstagsfeier, bei der sie auch selbst ein Konzert gaben. Neben US-Rapper Diamond D kamen zahlreiche Größen der Szene, wie Torch, Das Bo, Cora E, Kool Savas, Dendemann oder Jan Delay.
Bekannte Veröffentlichungen der Stieber Twins sind z. B.:
- Fenster zum Hof (Album, 1997 MZEE) (Rezension bei intro.de)
- Just Writin’ My Name (feat. Zeb.Roc.Ski, 12″, MZEE)
- Schlangen sind giftig (12″, MZEE)
- Malaria (12″, MZEE)

## Diskografie

### Singles
| Jahr | Titel Album                            | Höchstplatzierung, Gesamtwochen, AuszeichnungChartplatzierungen (Jahr, Titel, Album, Platzierungen, Wochen, Auszeichnungen, Anmerkungen) | Höchstplatzierung, Gesamtwochen, AuszeichnungChartplatzierungen (Jahr, Titel, Album, Platzierungen, Wochen, Auszeichnungen, Anmerkungen) | Höchstplatzierung, Gesamtwochen, AuszeichnungChartplatzierungen (Jahr, Titel, Album, Platzierungen, Wochen, Auszeichnungen, Anmerkungen) | Anmerkungen                                                                                   |
| Jahr | Titel Album                            | DE | AT | CH | Anmerkungen                                                                                   |
| ---- | -------------------------------------- | --- | --- | --- | --------------------------------------------------------------------------------------------- |
| 1998 | Susanne zur Freiheit Power             | DE72 (9 Wo.)DE | — | — | Erstveröffentlichung: Juni 1998 mit Fischmob                                                  |
| 2000 | Ich lebe für Hip Hop Return of Hip Hop | DE11 (11 Wo.)DE | AT31 (7 Wo.)AT | CH17 (11 Wo.)CH | Erstveröffentlichung: 26. Juni 2000 DJ Tomekk feat. GZA, Curse, Prodigal Sunn & Stieber Twins |

### Weitere Veröffentlichungen
- 1993: Just Writin’ My Name (feat. Zeb.Roc.Ski, Alte Schule, MZEE)
- 1995: Die krasse Klasse/Hip Hop & Rap (Die Klasse von '95, 12″, MZEE)
- 1995: Allein zu zweit (Die Klasse von '95, Sampler, MZEE)
- 1996: Fenster zum Hof (Album, MZEE)
- 1996: Fenster zum Hof (Twin Beats Instrumentals Album, MZEE)
- 1998: B-Boys Revenge Ep (Vinyl Maxi-Single mit Zeb.Roc.Ski)
- 1998: Harte Zeiten (La Familia = Raid, Curse, Busy, Stiebers, Tatwaffe, STF)
- 1999: Schlangen sind giftig (12″, MZEE)
- 1999: Malaria (feat. Samy Deluxe und Max Herre, 12″, MZEE)
- 1999: Malaria (Remix Virus) (Rmx von Tropf, Mr. Playmo, Dj Peak, Zeb.Roc.Ski, 12″, MZEE)
- 2000: Roey Marquis II. (Remixe) (mit Rag, und Skillz en Masse)
- 2001: Momentaufnahmen Ohne Gewähr
- 2001: Twin Plastic (Vinyl-LP)
- 2006: Speechless (Instrumental 12″, Twinity)
- 2011: Fenster geputzt (mp3 Download, DJ BackUp)
- 2012: Fenster zum Hof Re-Release (Album, MZEE)